# 庫尤尼河

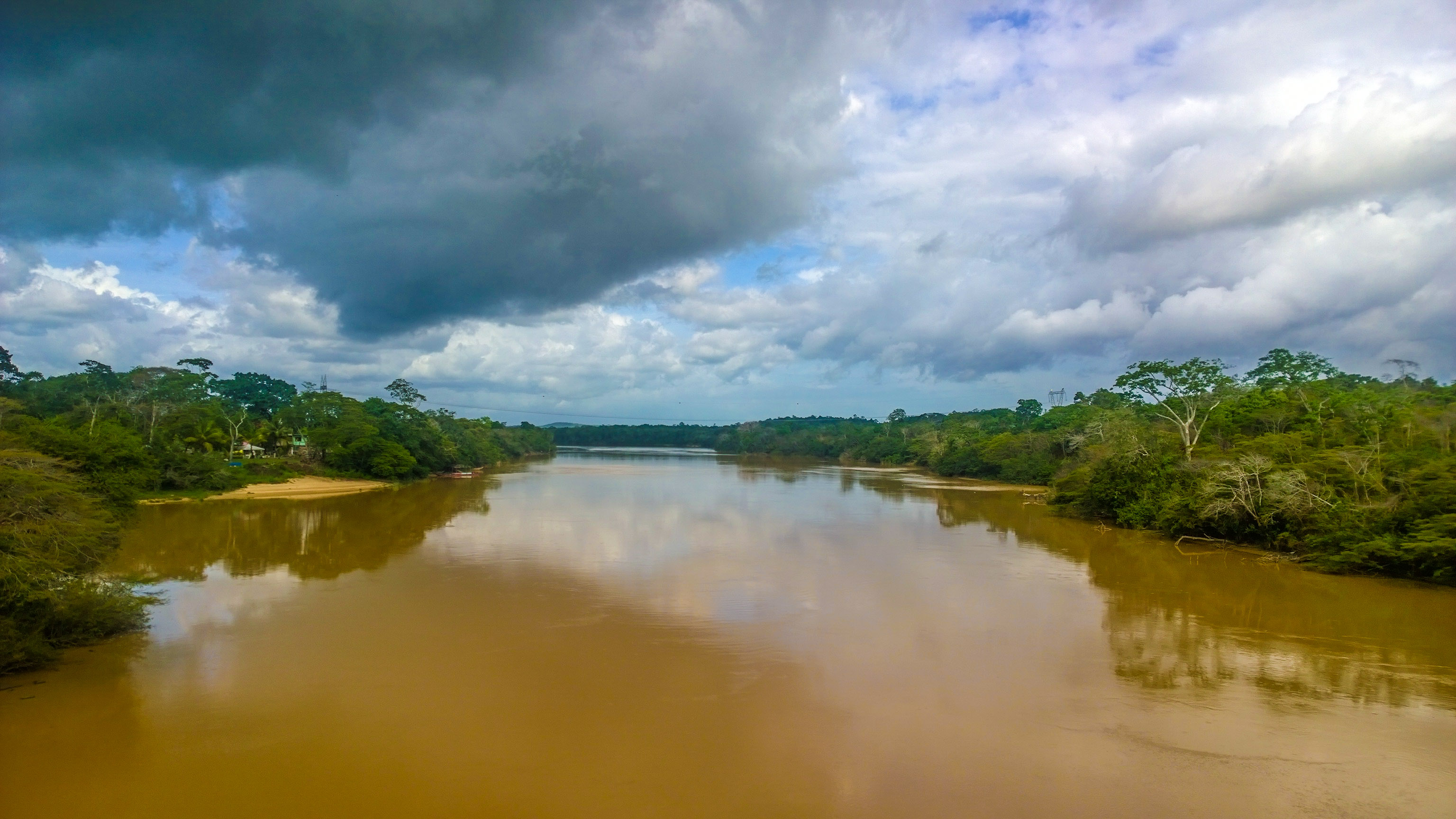
庫尤尼河

庫尤尼河（西班牙語：Río Cuyuní）是南美洲的河流，屬於埃塞奎博河的支流，發源自委內瑞拉的圭亞那地盾，最終注入馬扎魯尼河，河道全長618公里，流域面積50,347平方公里。
6°23′N 58°41′W / 6.383°N 58.683°W